# Денні Мерфі
Денні Мерфі (англ. Danny Murphy; нар. 18 березня 1977, Честер) — колишній англійський футболіст, що грав на позиції півзахисника.
Виступав, зокрема, за «Ліверпуль», з яким став дворазовим володарем Кубка англійської ліги, володарем Кубка та Суперкубка Англії, а також переможцем Кубка УЄФА та Суперкубка УЄФА. Крім того виступав за національну збірну Англії.

## Клубна кар'єра
Народився 18 березня 1977 року в місті Честер. Вихованець футбольної школи клубу «Кру Александра», де і розпочав свою кар'єру гравця. Під керівництвом Даріо Грейді він виріс у гравця рівня Прем'єр-ліги.

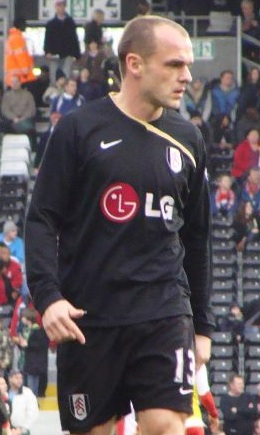
Денні Мерфі під час виступів за «Фулгем». 20 листопада 2008 року

1997 року Денні перейшов в «Ліверпуль», але не зміг закріпитися в команді і на сезон 1998/99 років відправився в оренду назад в «Кру». Менеджер «Ліверпуля» Жерар Ульє повідомив також, що готовий розглянути пропозиції про продаж гравця. Однак, після повернення з оренди, Мерфі зумів продемонструвати, що він готовий боротися за місце в складі, і незабаром добився свого. Він став однією з центральних фігур в команді Ульє, з якою він в сезоні 2000/01 років зумів зробити кубковий «потроєнь», вигравши Кубок Англії, Кубок УЄФА та Кубок Ліги. Йому також належить цікаве досягнення — в сезонах 2000/01, 2001/02 та 2003/04 років він тричі забивав вирішальні голи у ворота принципового суперника «Ліверпуля» — «Манчестер Юнайтед». У кожному з цих матчів «червоні» перемогли з рахунком 1: 0.
Коли Жерар Ульє покинув команду, і його змінив Рафаель Бенітес, Мерфі вирішив покинути клуб, можливо, побоюючись конкуренції з боку новачків команди. У серпні 2004 року він підписав чотирирічний контракт з «Чарльтон Атлетик», угода обійшлася лондонському клубу в 2,5 мільйона фунтів. У свій перший сезон в новій команді Денні не вдалося продемонструвати ту гру, яку він показував у «Ліверпулі», однак на початку наступного сезону він знову почав виступати на своєму колишньому рівні, забив кілька важливих голів і був навіть визнаний найкращим гравцем вересня в чемпіонаті Англії.
31 січня 2006 року за 2 мільйони фунтів Мерфі перейшов в «Тоттенгем Готспур», але в останніх іграх сезону нечасто з'являвся на полі. Перший гол за «шпор» Денні забив на 39-й секунді зустрічі проти «Портсмута» 1 жовтня 2006 року (2:1). Його другий гол, забитий «ножицями» у ворота «Ньюкасл Юнайтед», пізніше був записаний на ім'я захисника «сорок» Стівена Тейлора, якому він потрапив в обличчя і від якого м'яч відскочив у ворота.
31 серпня 2007 року Денні перейшов в «Фулгем». У команді він став постійним гравцем основного складу, і в 33 матчах сезону забив 5 голів. Один з цих м'ячів, забитий головою (рідкість для Мерфі) 11 травня 2008 року у ворота «Порсмута», приніс «Фулгему» перемогу з рахунком 1:0, а разом з нею гарантував і збереження прописки команди у Прем'єр-лізі ще на рік за рахунок «Бірмінгем Сіті» та «Редінга», що відправилися в Чемпіонат Футбольної Ліги.
У другому турі чемпіонату Англії наступного сезону штрафний удар, поданий Денні Мерфі, привів до взяття воріт «Арсеналу» — захисник «дачників» Бреде Гангеланд головою переправив м'яч у сітку, і цього гола вистачило «Фулхему» для того, щоб обіграти команду Арсена Венгера. 2010 року дійшов з командою до фіналу Ліги Європи, де англійці поступились мадридському «Атлетіко» в додатковий час.
Завершив професійну ігрову кар'єру у клубі «Блекберн Роверз», за команду якого виступав протягом сезону 2012/13 років у Чемпіоншіпі.

## Виступи за збірні
Протягом 1997–1998 років залучався до складу молодіжної збірної Англії. На молодіжному рівні зіграв у 9 офіційних матчах, забив 3 голи.
2001 року дебютував в офіційних матчах у складі національної збірної Англії. Мерфі повинен був взяти участь в чемпіонаті світу 2002 року, але серйозна травма в останній момент залишила його без шансів на участь у цьому турнірі. Протягом кар'єри у національній команді, яка тривала усього 3 роки, провів у формі головної команди країни 9 матчів, забивши 1 гол.

## Статистика

### Клубна
| Чемпіонат | Чемпіонат           | Чемпіонат             | Ліга | Ліга | Кубок        | Кубок        | Кубок ліги             | Кубок ліги             | Континент. змаг. | Континент. змаг. | Всього | Всього |
| Сезон     | Клуб                | Ліга                  | Ігри | Голи | Ігри         | Голи         | Ігри                   | Голи                   | Ігри             | Голи             | Ігри   | Голи   |
| Англія    | Англія              | Англія                | Ліга | Ліга | Кубок Англії | Кубок Англії | Кубок англійської ліги | Кубок англійської ліги | Європа           | Європа           | Всього | Всього |
| --------- | ------------------- | --------------------- | ---- | ---- | ------------ | ------------ | ---------------------- | ---------------------- | ---------------- | ---------------- | ------ | ------ |
| 1993/94   | «Кру Александра»    | Третій дивізіон (IV)  | 12   | 2    | 0            | 0            | 0                      | 0                      | -                | -                | 12     | 2      |
| 1994/95   | «Кру Александра»    | Другий дивізіон (III) | 32   | 5    | 0            | 0            | 0                      | 0                      | -                | -                | 32     | 5      |
| 1995/96   | «Кру Александра»    | Другий дивізіон (III) | 42   | 10   | 0            | 0            | 0                      | 0                      | -                | -                | 42     | 10     |
| 1996/97   | «Кру Александра»    | Другий дивізіон (III) | 47   | 10   | 4            | 3            | 2                      | 0                      | -                | -                | 53     | 13     |
| 1997/98   | «Ліверпуль»         | Прем'єр-ліга          | 16   | 0    | 1            | 0            | 0                      | 0                      | -                | -                | 17     | 0      |
| 1998/99   | «Ліверпуль»         | Прем'єр-ліга          | 1    | 0    | 0            | 0            | 2                      | 0                      | 1                | 0                | 4      | 0      |
| 1998/99   | «Кру Александра»    | Перший дивізіон (II)  | 16   | 1    | 0            | 0            | 0                      | 0                      | -                | -                | 16     | 1      |
| 1999/00   | «Ліверпуль»         | Прем'єр-ліга          | 20   | 3    | 2            | 0            | 2                      | 3                      | -                | -                | 24     | 6      |
| 2000/01   | «Ліверпуль»         | Прем'єр-ліга          | 27   | 4    | 5            | 1            | 5                      | 4                      | 10               | 1                | 47     | 10     |
| 2001/02   | «Ліверпуль»         | Прем'єр-ліга          | 36   | 6    | 2            | 0            | 1                      | 0                      | 15               | 2                | 54     | 8      |
| 2002/03   | «Ліверпуль»         | Прем'єр-ліга          | 36   | 7    | 3            | 1            | 4                      | 2                      | 12               | 2                | 55     | 12     |
| 2003/04   | «Ліверпуль»         | Прем'єр-ліга          | 31   | 5    | 2            | 1            | 2                      | 2                      | 7                | 0                | 42     | 8      |
| 2004/05   | «Чарльтон Атлетик»  | Прем'єр-ліга          | 38   | 3    | 3            | 1            | 2                      | 1                      | -                | -                | 43     | 5      |
| 2005/06   | «Чарльтон Атлетик»  | Прем'єр-ліга          | 18   | 4    | 0            | 0            | 3                      | 1                      | -                | -                | 21     | 5      |
| 2005/06   | «Тоттенгем Готспур» | Прем'єр-ліга          | 10   | 0    | 0            | 0            | 0                      | 0                      | -                | -                | 10     | 0      |
| 2006/07   | «Тоттенгем Готспур» | Прем'єр-ліга          | 12   | 2    | 1            | 0            | 3                      | 0                      | 3                | 0                | 19     | 2      |
| 2007/08   | «Фулгем»            | Прем'єр-ліга          | 33   | 5    | 1            | 1            | 1                      | 0                      | -                | -                | 35     | 6      |
| 2008/09   | «Фулгем»            | Прем'єр-ліга          | 38   | 5    | 5            | 1            | 1                      | 1                      | -                | -                | 47     | 7      |
| 2009/10   | «Фулгем»            | Прем'єр-ліга          | 25   | 5    | 3            | 0            | 0                      | 0                      | 11               | 2                | 34     | 7      |
| 2010/11   | «Фулгем»            | Прем'єр-ліга          | 37   | 0    | 3            | 2            | 2                      | 0                      | -                | -                | 42     | 2      |
| 2011/12   | «Фулгем»            | Прем'єр-ліга          | 30   | 2    | 2            | 1            | 0                      | 0                      | 11               | 3                | 43     | 6      |
| 2012/13   | «Кру Александра»    | Чемпіоншіп (II)       | 33   | 1    | 2            | 1            | 0                      | 0                      | -                | -                | 35     | 2      |
| Всього    | Всього              | Всього                | 596  | 80   | 40           | 13           | 30                     | 16                     | 70               | 10               | 736    | 119    |

### Збірна
| Збірна Англії | Збірна Англії | Збірна Англії |
| Роки          | Ігри          | Голи          |
| ------------- | ------------- | ------------- |
| 2001          | 1             | 0             |
| 2002          | 4             | 1             |
| 2003          | 4             | 0             |
| Всього        | 9             | 1             |

## Титули і досягнення
- Володар Кубка англійської ліги (2):

«Ліверпуль»: 2000-01, 2002-03
- Володар Кубка Англії (1):

«Ліверпуль»: 2000-01
- Володар Суперкубка Англії (1):

«Ліверпуль»: 2001
- Володар Кубка УЄФА (1):

«Ліверпуль»: 2000-01
- Володар Суперкубка УЄФА (1):

«Ліверпуль»: 2001

## Особисте життя

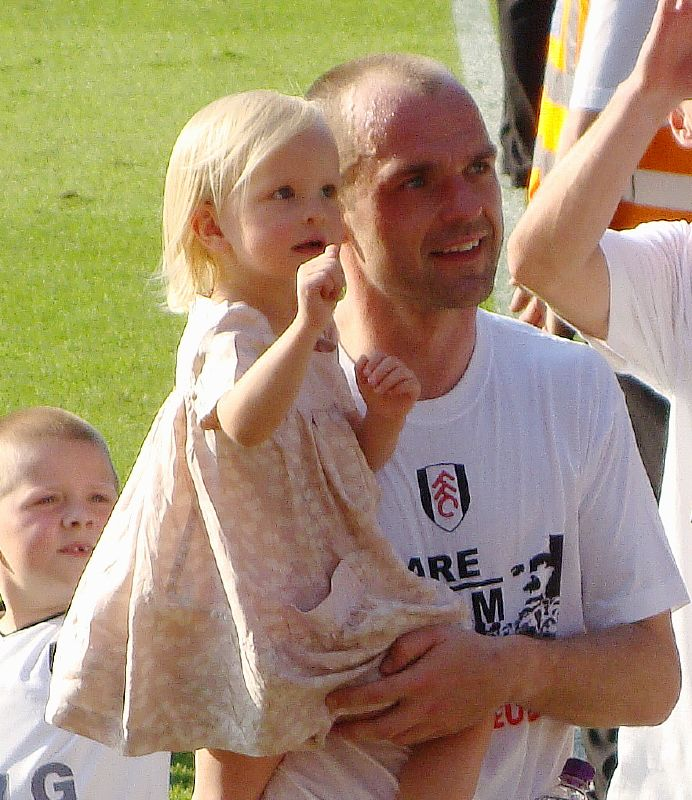
Денні Мерфі зі своєю дочкою Мією. 24 квітня 2009 року

Мерфі одружений з актрисою Джоанною Тейлор, з якою він познайомився через їхнього спільного друга Луї Емеріка. Пара двічі невдало намагалася завести дітей за допомогою методів штучного запліднення, однак 15 серпня 2006 року у них нарешті народилася дочка, Міа Єва Мерфі. У Денні є також старший син, Ешлі Деніел Мерфі, який народився 15 липня 1996 року.